# Дом Асадуллаева
Дом Асадуллаева — здание, расположенное в районе Замоскворечье Центрального административного округа города Москвы по адресу Малый Татарский переулок, д. 8, на территории исторической Татарской слободы.

## История
Здание построено по проекту архитектора Владимира Краузе в 1914 году, строительство финансировал бакинский нефтепромышленник Шамси Асадуллаев, который не дожил до окончания возведения здания. После постройки в здании была открыта школа для детей мусульман. Дом Асадуллаева вскоре стал одним из центром притяжения татар в Москве. В 1917 году в здании проходил Всероссийский съезд мусульман. Впоследствии здесь функционировал татарский Дом просвещения, включавший детский сад, школу, детский дом, рабочий клуб, театр и типографию. До 1941 года здание имело отношение к татарской общине, а позже в нём был открыт госпиталь, затем здание не было связано с общиной. В 2003 году здание передано татарской национально-культурной автономии Москвы, в нём был открыт Татарский культурный центр.

## Архитектура
Здание имеет четыре этажа, симметрично. Фасад решён в ориентальной стиле, в середине имеется портал, проездная арка. Интерьер обильно декорирован лепниной с изображением полумесяцев, сохранились лестничные ограждения, большое парадное зеркало.